# DSV Saaz
DSV Saaz (celým názvem: Deutscher Sportverein Saaz) byl československý fotbalový klub ze Žatce. Jednalo se o sportovní organizaci německé komunity v Žatci. Založen byl v roce 1885 jako Deutscher Radfahrerverein Saaz, název DSV přijal roku 1907, zanikl v roce 1945. Jeho městským rivalem byl český klub SK Lučan Žatec (pozdější Slavoj).
Díky podpoře zámožných obchodníků s chmelem vznikl v Žatci na počátku 30. let silný profesionální tým zvaný Wunderelf (zázračná jedenáctka), který trénoval bývalý reprezentant Otakar Škvain-Mazal. V roce 1932 porazil v přátelském utkání výběr jihoněmeckého svazu 4:2 a prvoligový klub Teplitzer FK 3:1. V roce 1934 vyhrál v Praze Česko-německý pohár a absolvoval úspěšný zájezd do Irska. V letech 1934 a 1935 vyhrál mistrovství československých Němců a po zvýšení počtu účastníků na čtrnáct se kvalifikoval do nejvyšší soutěže, kde však skončil na posledním místě a po sestupu se zázračná jedenáctka rozpadla. Od roku 1940 klub vystupoval pod názvem NSTG Saaz, zanikl v důsledku vysídlení Němců z Československa.

## Historické názvy
Zdroj: 
- 1885 – DRV Saaz (Deutscher Radfahrerverein Saaz)
- 1901 – Saazer SuR (Saazer Sport- und Radfahrerverein)
- 1907 – DSV Saaz (Deutscher Sportverein Saaz)
- 1940 – NSTG Saaz (Nationalsozialistische Turngemeinde Saaz)
- 1945 – zánik

## Umístění v jednotlivých sezonách
Stručný přehled
Zdroj: 
- 1935–1936: Státní liga
- 1938–1939: Gauliga Sudetenland
- 1942–1943: Gauliga Sudetenland – sk. West
- 1943–1944: Gauliga Sudetenland – sk. 1

Jednotlivé ročníky
Zdroj: 
Legenda: Z – zápasy, V – výhry, R – remízy, P – porážky, VG – vstřelené góly, OG – obdržené góly, +/− – rozdíl skóre, B – body, červené podbarvení – sestup, zelené podbarvení – postup, fialové podbarvení – reorganizace, změna skupiny či soutěže
| Československo (1935 – 1938)     |                                |        |                                                 |                                                 |                                                 |                                                 |                                                 |                                                 |                                                 |                                                 |                                                 |
| Sezóny                           | Liga                           | Úroveň | Z                                               | V                                               | R                                               | P                                               | VG                                              | OG                                              | +/−                                             | B                                               | Pozice                                          |
| 1935/36                          | Státní liga                    | 1      | 26                                              | 5                                               | 4                                               | 17                                              | 34                                              | 92                                              | −58                                             | 14                                              | 14.                                             |
| …                                |                                |        |                                                 |                                                 |                                                 |                                                 |                                                 |                                                 |                                                 |                                                 |                                                 |
| Nacistické Německo (1938 – 1944) |                                |        |                                                 |                                                 |                                                 |                                                 |                                                 |                                                 |                                                 |                                                 |                                                 |
| Sezóny                           | Liga                           | Úroveň | Z                                               | V                                               | R                                               | P                                               | VG                                              | OG                                              | +/−                                             | B                                               | Pozice                                          |
| 1938/39                          | Gauliga Sudetenland            | 1      | Kvalifikace – sk. I. (prohra 0:4 s DFK Komotau) | Kvalifikace – sk. I. (prohra 0:4 s DFK Komotau) | Kvalifikace – sk. I. (prohra 0:4 s DFK Komotau) | Kvalifikace – sk. I. (prohra 0:4 s DFK Komotau) | Kvalifikace – sk. I. (prohra 0:4 s DFK Komotau) | Kvalifikace – sk. I. (prohra 0:4 s DFK Komotau) | Kvalifikace – sk. I. (prohra 0:4 s DFK Komotau) | Kvalifikace – sk. I. (prohra 0:4 s DFK Komotau) | Kvalifikace – sk. I. (prohra 0:4 s DFK Komotau) |
| …                                |                                |        |                                                 |                                                 |                                                 |                                                 |                                                 |                                                 |                                                 |                                                 |                                                 |
| 1942/43                          | Gauliga Sudetenland – sk. West | 1      | 10                                              | 6                                               | 0                                               | 4                                               | 20                                              | 14                                              | +6                                              | 12                                              | 2.                                              |
| 1943/44                          | Gauliga Sudetenland – sk. 1    | 1      | 7                                               | 4                                               | 1                                               | 2                                               | 22                                              | 15                                              | +7                                              | 9                                               | 3.                                              |

## Prvoligová sezona 1935/36

### Hráčský kádr
Otto Ducke (2/0/0),
Franz Hribar (13/0/0),
… Pimpel (11/0/0) –
… Brehm (1/0),
… Dürrschmied (2/0),
Johann Hoffmann (4/1),
Rudolf John (26/3),
Karl Koder (23/8),
Karl Krückl (26/0),
Josef Kundrat (7/0),
… Liebscher (2/0),
… Loos (3/0),
Otto Müller (16/3),
… Papik (2/1),
Tivadár Paragi (13/9),
Ľudovít Rado (23/2),
… Reiner (8/1),
Johann Riederich (13/0),
Josef Schlögl (6/0),
Karl Spitzhüttl (21/4),
Karel Trávníček (25/0),
Johann Wana (25/0),
Václav Weigert (14/1) +
1 vlastní (Kostka) –
trenér Josef Horejs

### Jednotlivé zápasy
| Kolo | Datum         | D/V   | Soupeř                  | Výsledek (poločas)   | Střelci DSV Saaz                  |
| ---- | ------------- | ----- | ----------------------- | -------------------- | --------------------------------- |
| 1.   | NE 18.08.1935 | Doma  | SK Plzeň                | výhra 4:2 (2:2)      | Paragi 3, Hoffmann                |
| 2.   | NE 25.08.1935 | Venku | SK Slavia Praha         | prohra 1:9 (0:4)     | Koder                             |
| 3.   | NE 01.09.1935 | Doma  | AFK Kolín               | nerozhodně 1:1 (1:0) | Koder                             |
| 4.   | SO 14.09.1935 | Venku | DFC Prag                | prohra 1:2 (0:1)     | Spitzhüttl                        |
| 9.   | SO 28.09.1935 | Venku | I. ČsŠK Bratislava      | prohra 2:5 (1:4)     | Koder 2                           |
| 6.   | NE 13.10.1935 | Venku | AC Sparta Praha         | prohra 0:6 (0:3)     | –                                 |
| 7.   | NE 20.10.1935 | Doma  | SK Moravská Slavia Brno | prohra 2:4 (1:2)     | Koder, Spitzhüttl                 |
| 5.   | NE 27.10.1935 | Doma  | SK Prostějov            | nerozhodně 2:2 (2:1) | Paragi, Papik                     |
| 8.   | NE 03.11.1935 | Doma  | SK Viktoria Plzeň       | nerozhodně 1:1 (1:0) | Koder                             |
| 10.  | NE 17.11.1935 | Doma  | Teplitzer FK            | výhra 3:1 (2:1)      | Paragi 2, Rado                    |
| 11.  | NE 24.11.1935 | Venku | SK Náchod               | prohra 0:2 (0:2)     | –                                 |
| 12.  | NE 01.12.1935 | Doma  | SK Židenice             | výhra 2:1 (1:0)      | Rado, Paragi                      |
| 13.  | NE 08.12.1935 | Venku | SK Kladno               | nerozhodně 2:2 (2:0) | Paragi, Müller                    |
| 14.  | NE 16.02.1936 | Venku | SK Plzeň                | prohra 1:11 (0:3)    | Paragi                            |
| 15.  | NE 23.02.1936 | Doma  | SK Slavia Praha         | prohra 0:4 (0:0)     | –                                 |
| 16.  | NE 01.03.1936 | Venku | AFK Kolín               | prohra 1:2 (1:1)     | Paragi                            |
| 17.  | NE 08.03.1936 | Doma  | DFC Prag                | prohra 1:2 (0:1)     | Reiner                            |
| 18.  | NE 15.03.1936 | Venku | SK Prostějov            | prohra 0:2 (0:1)     | –                                 |
| 19.  | NE 29.03.1936 | Doma  | AC Sparta Praha         | prohra 0:5 (0:2)     | –                                 |
| 20.  | NE 05.04.1936 | Venku | SK Moravská Slavia Brno | prohra 1:4 (1:3)     | Koder                             |
| 21.  | NE 12.04.1936 | Venku | SK Viktoria Plzeň       | prohra 0:7 (0:3)     | –                                 |
| 22.  | NE 19.04.1936 | Doma  | I. ČsŠK Bratislava      | výhra 3:1 (1:1)      | vlastní (Kostka), Müller, Weigert |
| 23.  | NE 03.05.1936 | Venku | Teplitzer FK            | prohra 1:3 (1:0)     | Koder                             |
| 24.  | NE 10.05.1936 | Doma  | SK Náchod               | výhra 3:1 (1:1)      | Spitzhüttl 2, John                |
| 25.  | NE 17.05.1936 | Venku | SK Židenice             | prohra 1:7 (1:3)     | John                              |
| 26.  | NE 24.05.1936 | Doma  | SK Kladno               | prohra 1:5 (1:4)     | Müller                            |